# TBN 전북매거진
신명교의 TBN 전북매거진은 TBN 전북교통방송(전주 FM 102.5, 장수 FM 106.1㎒)에서 평일 오후 4시 5분부터 4시 55분까지 방송되는 시사 프로그램이다.

## 프로그램 소개
- 오늘의 뉴스를 전하고 지역의 다양한 현안들을 심도있게 짚어보는 정통 시사프로그램

## 월요일
- <오늘 이 뉴스> 사회 : 뉴스1 박슬용기자
- <이슈 체크> : 윤지용 작가
- <매거진 포커스> : 풀뿌리지역언론(부안독립신문, 주간해피데이 등)

## 화요일
- <오늘 이 뉴스> 교육문화 : 전북일보 백세종기자
- <이슈 체크> : 오늘의 이슈
- <매거진 포커스> : 사건사고 한걸음 더 - 전주대학교 경찰학과 신소라교수

## 수요일
- <오늘 이 뉴스> 사회 : 전북일보 천경석기자 / TBN김승만기자
- <이슈 체크> : 오늘의 이슈
- <매거진 포커스> : 더쉬운 경제 - 참좋은경제연구소 이인철소장

## 목요일
- <오늘 이 뉴스> 사회 : 뉴스원 박슬용기자 / TBN김승만기자
- <매거진 포커스> : 초대석(기관장 정치인,자치단체장, 오피니언리더 등)

## 금요일
- <오늘 이 뉴스> 종합 : 전북일보 천경석기자
- <이슈 체크> : 오늘의 이슈
- <매거진 포커스> : 금요포커스- 이덕춘변호사(법률사무소 한서) / 박형윤변호사